# Tschamsinka (Mordwinien)
Tschamsinka (russisch Чамзинка; ersjanisch Чаунза/Tschaunsa) ist eine Siedlung städtischen Typs in der Republik Mordwinien (Russland) mit 9463 Einwohnern (Stand 14. Oktober 2010).

## Geographie
Die Siedlung liegt etwa 45 km nordöstlich der Republikhauptstadt Saransk im Bereich mehrerer kleiner Zuflüsse des rechten Alatyr-Nebenflusses Nuja.
Tschamsinka ist Verwaltungszentrum des Rajons Tschamsinski und Sitz der gleichnamigen Stadtgemeinde (gorodskoje posselenije), zu der neben der Siedlung noch die zwei Dörfer Repjewka (etwa 3 km westlich) und Alsa (gut 4 km nordwestlich) gehören.

## Geschichte
Der Ort ist seit 1624 bekannt. Sie Name ist von dem eines vorchristlichen mordwinischen Stammes, Tschaunsa oder russifiziert Tschamsa abgeleitet.
1928 wurde er Zentrum eines neu geschaffenen Rajons. Im Zusammenhang mit der Errichtung eines großen Zementwerkes auf Grundlage eines nahegelegenen Kalksteinvorkommens beim nahegelegenen Komsomolski Anfang der 1950er-Jahre wuchs auch die Bedeutung und Einwohnerzahl von Tschamsinka, sodass 1960 der Status einer Siedlung städtischen Typs verliehen wurde.

### Bevölkerungsentwicklung
| Jahr | Einwohner |
| ---- | --------- |
| 1939 | 2606      |
| 1959 | 1957      |
| 1970 | 5675      |
| 1979 | 6548      |
| 1989 | 9845      |
| 2002 | 9906      |
| 2010 | 9463      |

Anmerkung: Volkszählungsdaten

## Wirtschaft und Infrastruktur
In Tschamsinka gibt es einige Betriebe der Lebensmittelindustrie, darunter eine der größten Molkereien der Republik.
Tschamsinka liegt an der 1894 von der Moskau-Kasaner-Eisenbahn eröffneten und heute von der Gorkier Eisenbahn betriebenen Eisenbahnstrecke Rusajewka – Kanasch (Streckenkilometer 93). Südlich der Siedlung führt die Fernstraße R178 von Saransk nach Uljanowsk vorbei.